# Muesebeckella mannae
Muesebeckella mannae är en loppart som beskrevs av Hamilton Paul Traub 1969. Muesebeckella mannae ingår i släktet Muesebeckella och familjen Stivaliidae. Inga underarter finns listade i Catalogue of Life.